# 地平線のドーリア
『地平線のドーリア』（ちへいせんのドーリア、英: The Dorian Horizon）は、武満徹が作曲した17の弦楽器群のための作品。

## 概要
アメリカ国会図書館のセルゲイ・クーセヴィツキー財団からの委嘱として1966年に作曲され、同年に完成された。録音による初演は同年の7月に、若杉弘の指揮と読売日本交響楽団によって行なわれた。公開初演は、1967年2月、アーロン・コープランド指揮・サンフランシスコ・ムジカ・ヴィヴァによる。作品はクーセヴィツキーと妻に捧げられている。作品は西海岸音楽批評家賞を受賞した。
タイトルの「ドーリア」とはドーリア旋法のことで、作品は線的な動きとして顕われ、要所に自由なドーリア旋法が用いられている。

## 構成
2つのテトラコルドによるドーリア群からうたを引き出し、4度、5度、長2度の和音から笙、いわゆる東洋と、流動的で不思議な軟体的音響、いわゆる西洋とを、繊細に激しく響かせている。1奏者が1パートを受け持つマイクロ・ポリフォニーの手法で書かれている。この点では『テクスチュアズ』と同様である。

## 楽器編成
2群の弦楽合奏
- 第1群：ヴァイオリン2、ヴィオラ2、チェロ2、コントラバス2．
- 第2群：ヴァイオリン6、コントラバス3

## 演奏時間
約9分。